# Felton (Pensilvania)
Felton es un borough ubicado en el condado de York en el estado estadounidense de Pensilvania. En el año 2000 tenía una población de 449 habitantes y una densidad poblacional de 265.8 personas por km².

## Geografía
Felton se encuentra ubicado en las coordenadas 39°51′17″N 76°33′51″O / 39.85472, -76.56417.

## Demografía
Según la Oficina del Censo en 2000 los ingresos medios por hogar en la localidad eran de $42,353 y los ingresos medios por familia eran $53,125. Los hombres tenían unos ingresos medios de $36,607 frente a los $22,679 para las mujeres. La renta per cápita para la localidad era de $19,322. Alrededor del 5.7% de la población estaba por debajo del umbral de pobreza.